# Ounet
Ounet ist ein Arrondissement im Departement Alibori in Benin. Es ist eine Verwaltungseinheit, die der Gerichtsbarkeit der Gemeinde Banikoara untersteht. Gemäß der Volkszählung von 2002 hatte Ounet 11.897 Einwohner, davon waren 5845 männlich und 6052 weiblich.